# 上土方落合
上土方落合（かみひじかたおちあい）は、静岡県掛川市にある大字。

## 地理
静岡県掛川市の南部に位置する。合併前の旧大東町においては北西部に位置していた。南北に細長い形状の大字である。北は佐束山など山地に抱かれており、南には平地が広がり田畑や人家も多い。南を下小笠川が流れている。
集落としては隣接する大字とともにまとめて「落合」との名で呼ばれているが、大字としての住所表記では「上土方落合」と記される。なお、集落としての落合は、掛川市の自治区である上土方区に属している。

### 山岳
- 佐束山

### 河川
- 下小笠川

## 歴史

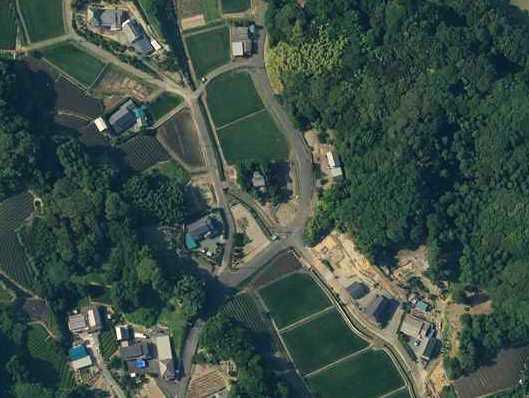
比奈多乃神社の航空写真（2020年6月16日撮影）

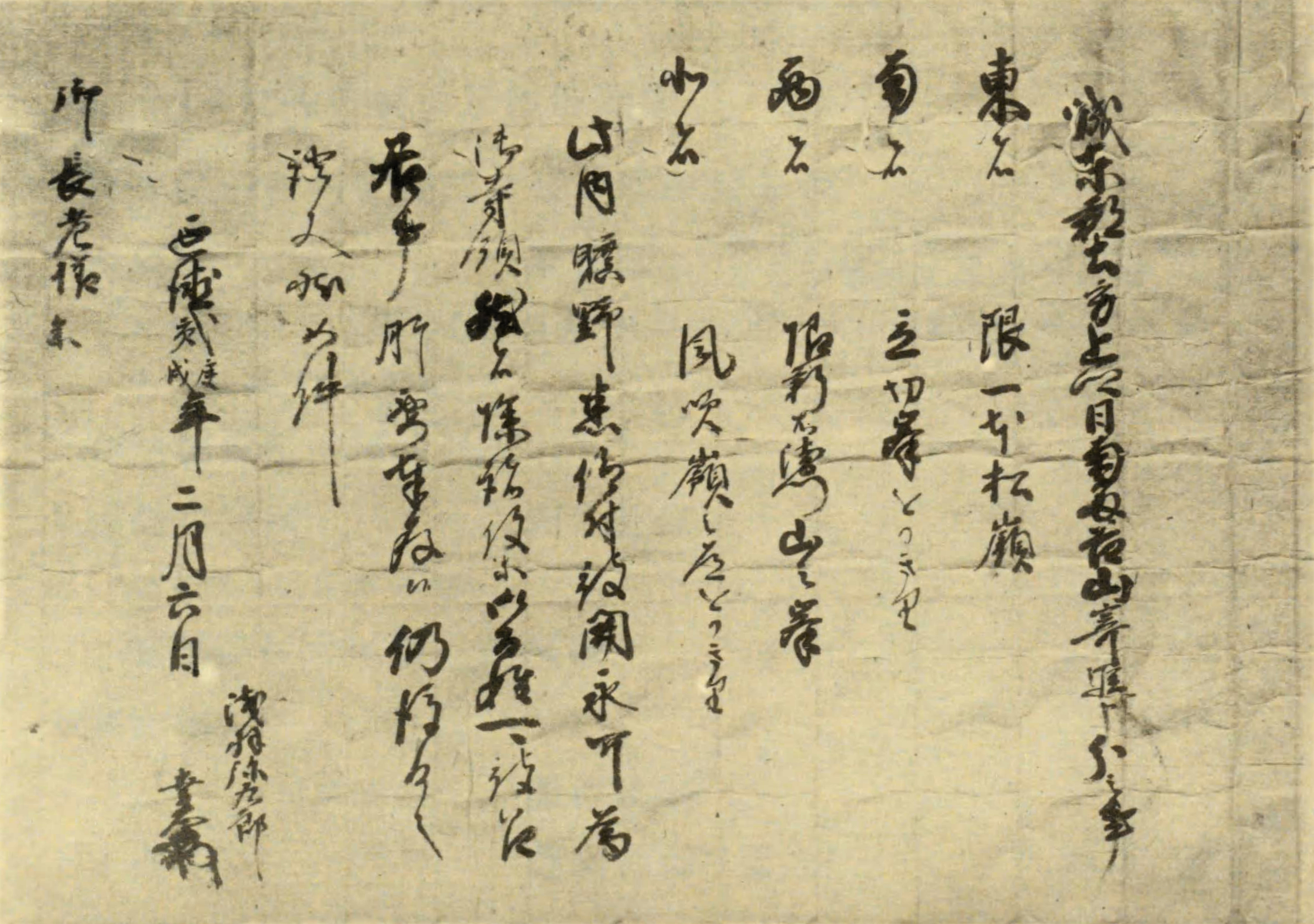
浅羽幸忠から華嚴院への寺領の寄進状（『淺羽幸忠寺領寄進狀』延徳2年2月6日、華嚴院蔵）

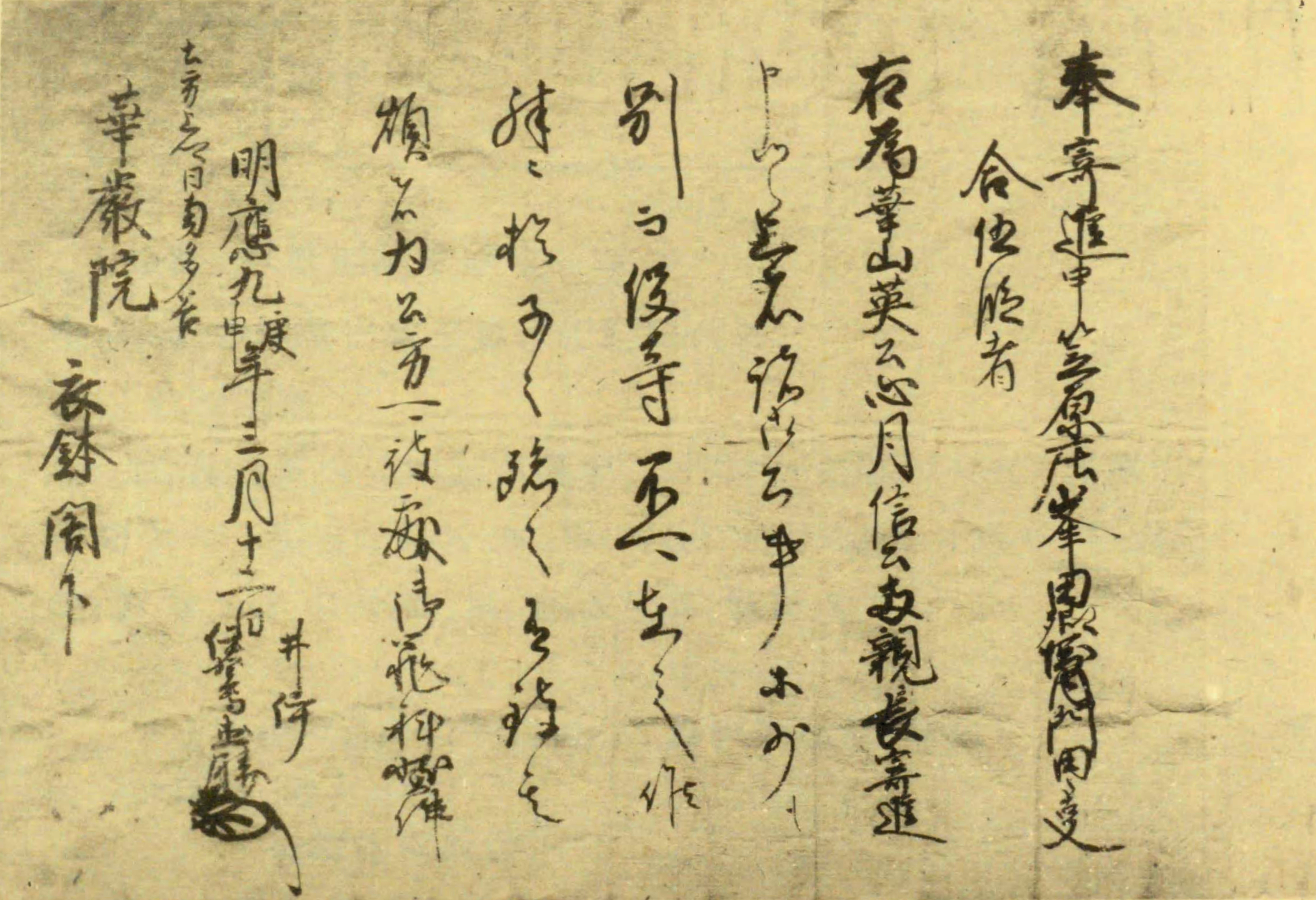
井伊直勝から華嚴院への寺領の寄進状（『井伊直勝寺領寄進狀』明応9年3月12日、華嚴院蔵）

古代社格制度における社格で式内小社とされた比奈多乃神社が鎮座する地として知られている。ただし、延喜式の成立は平安時代に遡るため、時代の変遷につれて後裔が特定できなくなった式内社も多数存在する。そのため式内社の後裔を比定する研究が続けられており、延喜式神名帳に式内小社として記載されていた「比奈多乃神社」の後裔についても議論されてきた。これまでの研究成果に基づき、教部省では、延喜式神名帳の「比奈多乃神社」の後裔を「落合村字日向ケ谷（小笠郡土方村大字上土方村社比奈多乃神社）」と比定している。
室町時代に入ると、今川氏の下で高天神城の城代を務める浅羽幸忠が隆渓繁紹を招き、この地に華嚴院が創建された。華嚴院は広く信仰を集め、浅羽だけでなく井伊直勝など多くの武将から寄進がなされていた。江戸時代に入ると静かな農村として発展する。
上土方落合と呼ばれている地は、もともとは自然村である遠江国城東郡上土方村の一部であった。正保郷帳には上土方村として記載されている。その後、上土方村は落合村、向村、嶺村の3村に分割された。元禄郷帳には落合村、向村、嶺村はそれぞれ別々の村として記載されている。落合村は、当初は横須賀藩領であったが、天和2年に幕府領となり、貞享年間に旗本の室賀氏領となった。当初は青野家が庄屋を務めていたが、のちに高塚家と山崎家が庄屋を務めるようになった。内山真龍の『遠江国風土記伝』によれば、落合村の当時の石高は359石3斗3升7合であったとされている。また、華嚴院の寺田が5石、華嚴院の除地は6石とされている。農業が盛んであり、米をはじめとする五穀、蕎麦、胡麻、牛蒡、蕗、萵苣、藍、木綿などが栽培されていた。明治元年には駿府藩領となり、明治2年には静岡藩領となった。この落合村の一部が、のちの大字としての上土方落合に該当する。落合村は1875年（明治8年）に嶺向村、旦付新田と合併することになり、新たに上土方村が発足した。
町村制が施行された1889年（明治22年）時点では、この地は静岡県城東郡土方村の一部となっていた。その後、土方村は佐束村と合併することになり、1955年（昭和30年）1月1日に城東村が設置された。1956年（昭和31年）になると城東村の大字として上土方落合が設置された。1973年（昭和48年）4月よりこの地は大東町の一部となった。その後、上土方落合の一部が大坪台として分離独立した。さらに大東町が掛川市、大須賀町と合併することになり、2005年（平成17年）4月よりこの地は掛川市の一部となった。

### 地名の由来
「上土方落合」と呼ばれている地は、かつては土形郷の一部であり、時代が下ると「上土方村」の一部となっていた。その後、上土方村は「落合村」、向村、嶺村に分割された。「上土方落合」はそれらの名前に因んでいる。なお、「落合」との呼称は、隣接する旦付新田から流れ出た川が、この地で下小笠川と合流することに因んでいる。

### 沿革
- 1871年 - 城東郡が静岡県に移管。
- 1871年 - 城東郡が浜松県に移管。

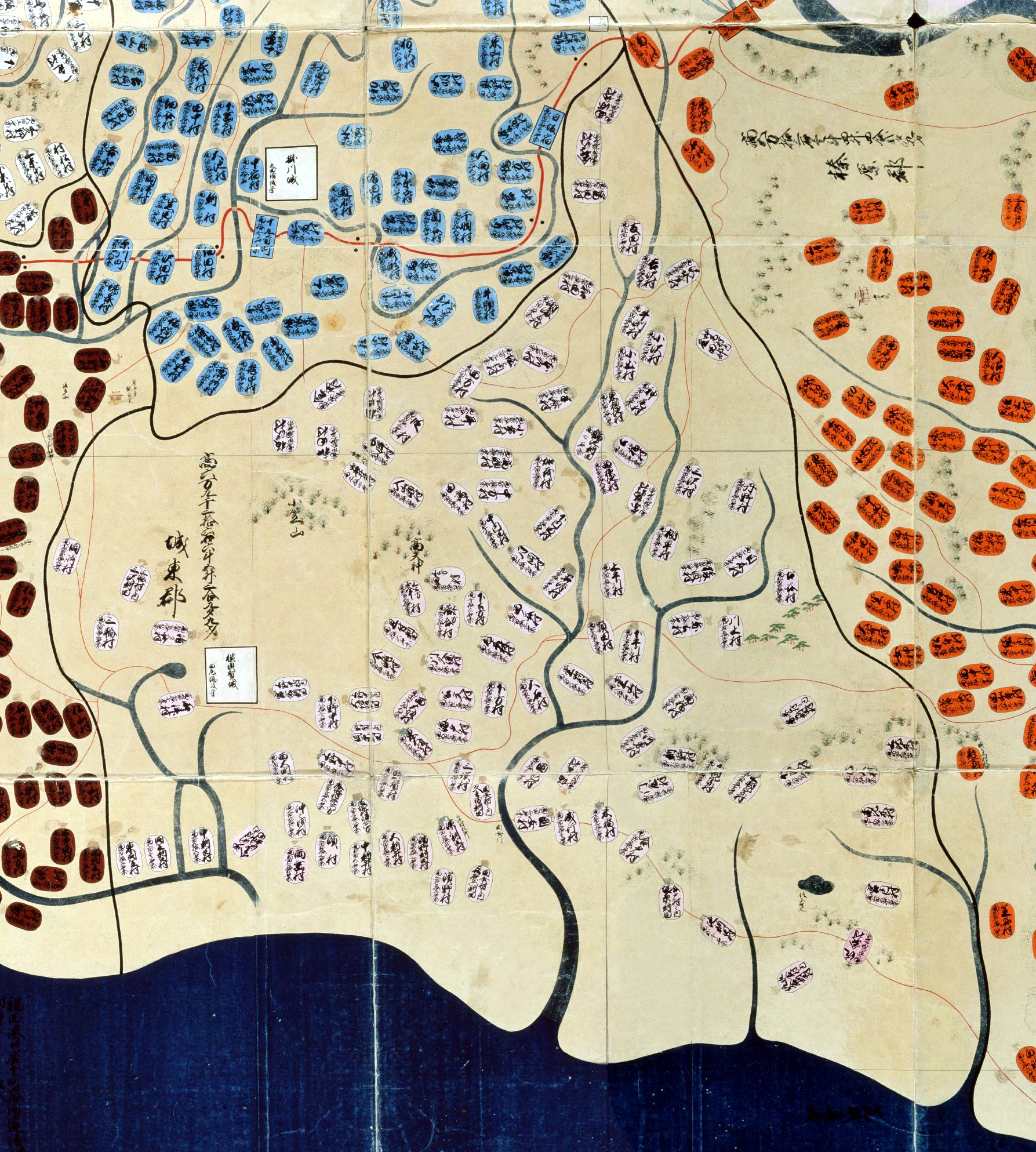
江戸時代に描かれた「遠江國」（『天保國繪圖』天保9年）。城東郡の村は薄桃色で示されており「上土方落合村」がみえる

- 1875年 - 浜松県城東郡落合村、嶺向村、旦付新田が合併して上土方村を設置[10]。
- 1876年 - 城東郡が静岡県に移管。
- 1889年 - 静岡県城東郡下土方村、入山瀬村、今滝村、上土方村、川久保村の大部分、中村の一部が合併して土方村を設置。
- 1896年 - 静岡県佐野郡、城東郡が合併して小笠郡を設置。
- 1955年 - 静岡県小笠郡佐束村、土方村が合併して城東村を設置。
- 1956年 - 静岡県小笠郡城東村の大字として上土方落合を設置[11]。
- 1973年 - 静岡県小笠郡大浜町、城東村が合併して大東町を設置。
- 2005年 - 静岡県掛川市、小笠郡大東町、大須賀町が合併して掛川市を設置。

## 世帯数と人口
2024年（令和6年）11月末日現在の世帯数と人口は以下の通りである。
| 大字       | 世帯数 | 人口  |
| ---------- | ------ | ----- |
| 上土方落合 | 93世帯 | 301人 |

## 事業所
2021年（令和3年）現在の事業所数と従業員数は以下の通りである。
| 大字       | 事業所数 | 従業員数 |
| ---------- | -------- | -------- |
| 上土方落合 | 5事業所  | 17人     |

## 小・中学校の学区
公立小・中学校に通う場合、学区は以下の通りとなる。
| 番地 | 小学校             | 中学校             |
| ---- | ------------------ | ------------------ |
| 全域 | 掛川市立土方小学校 | 掛川市立城東中学校 |

## 交通

### バス
- しずてつ掛川大東浜岡線 - 落合停留所、落合下停留所

### 道路
- 静岡県道249号掛川大東大須賀線
- 静岡県道251号袋井小笠線

## 施設

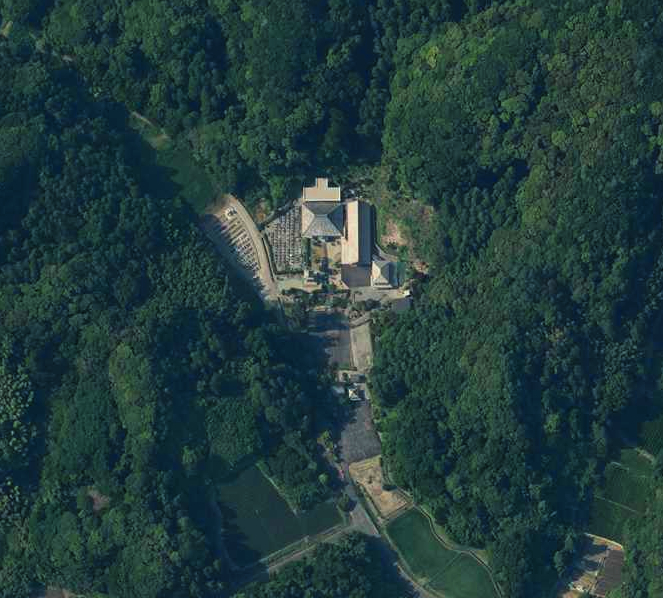
華嚴院の航空写真（2020年6月16日撮影）

- 上土方南公会堂
- 比奈多乃神社
- 華嚴院[14]
- 天照寺[15]

## 史跡
- 宇峠砦

## その他

### 郵便
- 郵便番号：437-1431[2]（集配局：遠江大東郵便局）

### 警察
警察の管轄区域は以下の通りである。
| 番地 | 警察署     | 交番・駐在所 |
| ---- | ---------- | ------------ |
| 全域 | 掛川警察署 | 城東駐在所   |

### 消防
消防の管轄区域は以下の通りである。
| 番地 | 消防署・分署 | 消防団分団   |
| ---- | ------------ | ------------ |
| 全域 | 南消防署     | 大東第四分団 |

### 自衛隊
陸上自衛隊の管轄区域は以下の通りである。
| 番地 | 方面隊     | 師団・旅団 | 部隊               |
| ---- | ---------- | ---------- | ------------------ |
| 全域 | 東部方面隊 | 第一師団   | 第三十四普通科連隊 |

### 註釈
1. ↑  今日では「特選神名牒」と表記するのが一般的であるが、1925年に発行された教部省の『特選神名牒』では「特選神名牒」との表記を用いているため、同書に関する出典表記はそれに倣った。
2. ↑  今日では「遠江国風土記伝」と表記するのが一般的であるが、1900年に発行された『逺江國風圡記傳』では「逺江國風圡記傳」との表記を用いているため、同書に関する出典表記はそれに倣った。